# 山下又太郎 (初代)
初代 山下 又太郎（しょだい やました またたろう、1712年（正徳2年） - 1762年（宝暦12年）9月16日）は、日本の歌舞伎役者。俳名は井花・好元、紋は丸に五丸。

## 略歴
初代芳澤あやめの子。はじめは京の商家に奉公していたが、初代山下金作の養子となり芝居の世界に入る。金作と離縁後、山下富十郎の名で舞台に立ち、専ら地方巡業に出演する。1732年（享保17年）伊勢古市の舞台で2代目山下京右衛門を襲名。2年後の1734年（享保19年）山下又太郎と改名し大阪の舞台に立つ。1735年（享保20年）、大阪中山新九郎座「新館女男礎」で敷島采女之介・猩々役で大当たりを取り人気役者となる。
1752年（宝暦2年）には京で座元になり、さらに1755年（宝暦5年）には江戸に下り11月中村座「惶弓勢源氏」の渡辺競滝口・三番叟で人気を集める。容貌口跡ともによく和事・所作事を得意とし時代物、世話物に長じていた。
子が二代目山下又太郎。